# Dead Eyes See No Future
Dead Eyes See No Future este un E.P. al trupei suedeze de death metal melodic Arch Enemy. A fost lansat pe 2 noiembrie 2004 la casa de discuri Century Media Records.
Piesa titlu a E.P.-ului face parte de pe albumul Anthems of Rebellion.

## Lista pieselor de pe album
1. "Dead Eyes See No Future"
2. "Burning Angel" (În concert la Elysée Montmartre în Paris, Franța, 27 februarie 2004)
3. "We Will Rise" (În concert la Elysée Montmartre în Paris, Franța, 27 februarie 2004)
4. "Heart of Darkness" (În concert la Elysée Montmartre în Paris, Franța, 27 februarie 2004)
5. "Symphony of Destruction" (preluare Megadeth)
6. "Kill With Power" (preluare Manowar)
7. "Incarnated Solvent Abuse" (preluare Carcass)
8. "We Will Rise" (videoclip)

Note:
- "Burning Angel", "We Will Rise" și "Heart of Darkness" sunt piese înregistrate în concert la sala Elysée Montmartre din Paris, Franța, pe 27 februarie 2004.  Versiunile de studio ale pieselor "Burning Angel" și "Heart of Darkness" se găsesc pe albumul Wages of Sin al Arch Enemy.  Versiunea de studio a piesei "We Will Rise" se găsește pe albumul Anthems of Rebellion.
- "Symphony of Destruction" este o preluare de pe albumul "Countdown to Extinction" din 1992 al trupei Megadeth;[1]
- "Kill With Power" este o preluare de pe albumul "Hail to England" din 1984 al trupei Manowar;[2]
- "Incarnated Solvent Abuse" este o preluare de pe albumul "Necroticism - Descanting the Insalubrious" din 1991 al trupei Carcass;[3]
- E.P.-ul conține și un videoclip pentru piesa "We Will Rise";
- Ediția limitată japoneză "Tour EP 2004", lansată de Toy's Factory Records, nu conține piesa "Heart of Darkness".[4]

## Componența trupei
- Angela Gossow - Voce
- Michael Amott - Chitară
- Christopher Amott - Chitară
- Sharlee D'Angelo − Bas
- Daniel Erlandsson − Tobe